# 维也纳会议

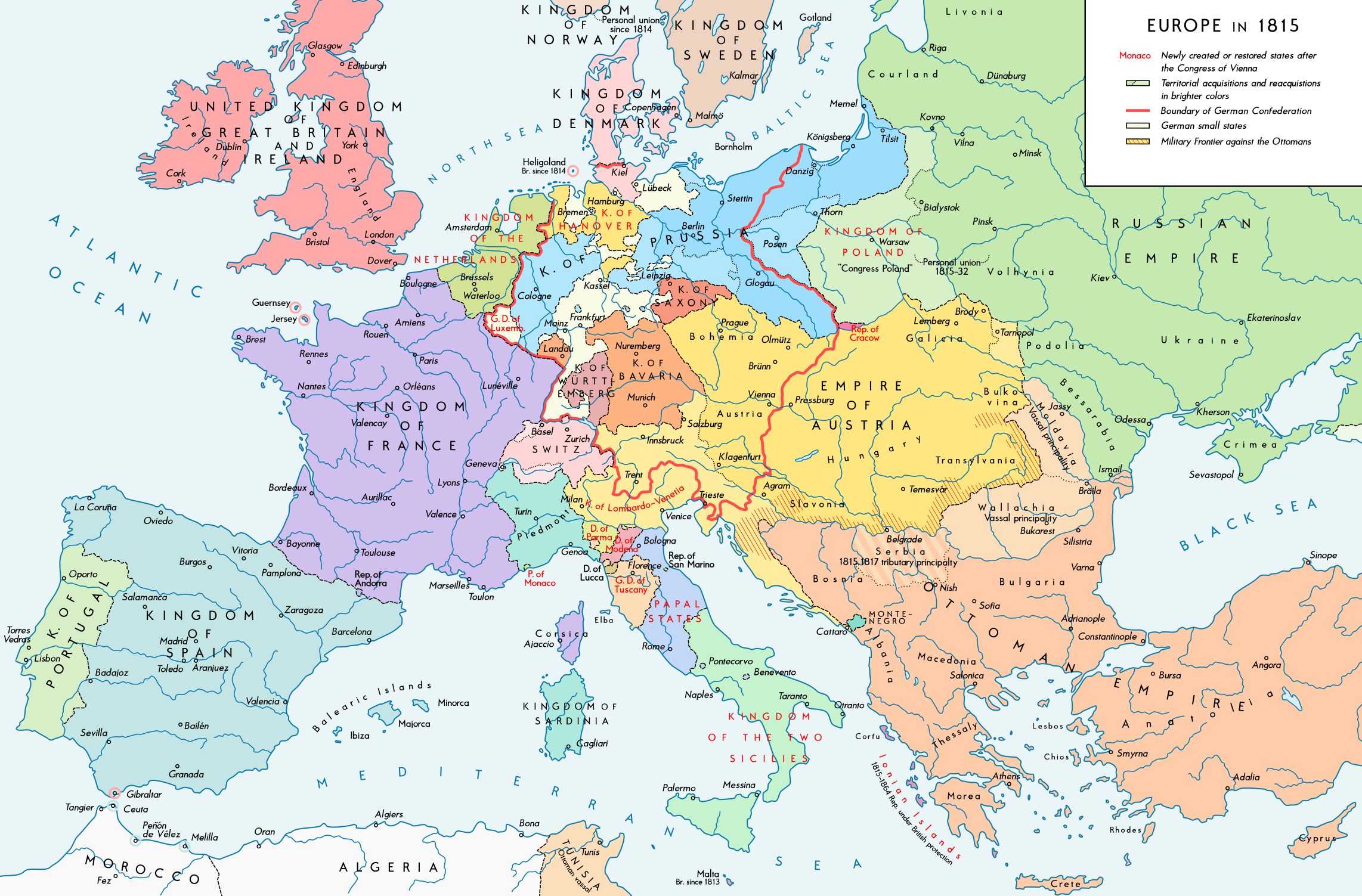
1815年维也纳会议规定的欧洲国家边界

維也納会议（法語：Le congrès de Vienne）是从1814年9月18日到1815年6月9日之间在奥地利维也纳的外交会议。本次会议由奥地利政治家克莱门斯·文策尔·冯·梅特涅主持，其目的在于解决由法国大革命战争和拿破仑战争导致的一系列关键问题，保证欧洲的长久和平。会议的基本原則是「正統主義」和「勢力均衡」，目标不仅包括恢复战前国界，还包括重新调节各列强的权力，使他们能够相互平衡并保持和平。参会者主要是保守派，反对共和主义和革命。法国失去了在前一段时间征服的所有领土，而普鲁士、奥地利和俄罗斯则获得了大量的领土——普鲁士吞并了西部的一些德意志小国，并获得了40%的萨克森王国的领土；奥地利获得了威尼斯和北意大利的大部；俄罗斯则获得了波兰的一部分。在数月之前，荷兰王国被建立起来，并包括了部分过去的奥地利领土，这一部分领土于1830年成为比利时。
历史学家保罗·施罗德认为，旧的“权力平衡”体系事实上是相当不稳定和具有掠夺性质的，而维也纳会议则刻意回避了这一体系，并建立了一套全新的规则，达成了更为稳定和温和的平衡。维也纳会议是这一时期一系列国际会议的开始，而这些会议最终构成了欧洲协调，试图在欧洲建立一套和平的权力平衡体系，并成为了日后国际联盟和联合国的样板。

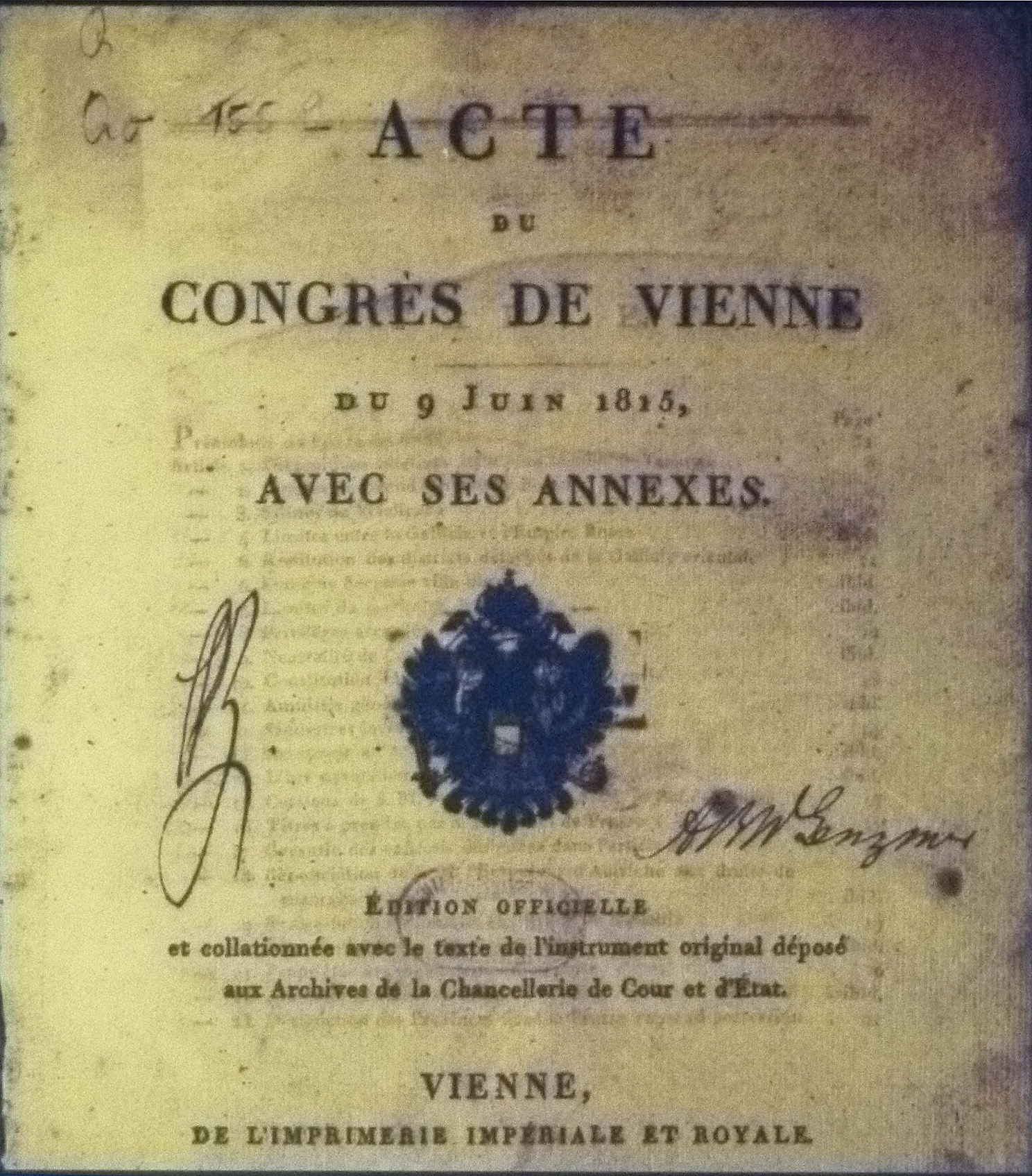
维也纳会议议案的卷首

会议的直接背景是拿破仑帝国于1814年战败和投降，结束了长达二十五年的持续战争。拿破仑在会议期间重回法国，于1815年3月至7月重建百日王朝并导致新战事的爆发，但会议仍然继续进行，决议于拿破仑在滑铁卢战败之前的九天便已经签署。
从技术上来说，“维也纳会议”并不能算是一个会议，因为实际上全体成员参加的大会并没有召开，大多数的讨论都是由奥地利、英国、法国、俄罗斯和普鲁士等列强间的非正式会晤中进行的，其他代表的参与基本上十分有限。而在另一方面，维也纳会议也是历史上第一次由各国代表共同参与订立条约的洲际性会议，而非简单地在各国首都之间传递信息。维也纳会议的决议在日后虽有一定修改，但仍然奠定了欧洲政治的框架，歐洲大部分地區維持和平，各大帝國保持勢力平衡，一直延续到普鲁士统一德意志。

## 初步准备
1814年的《休蒙条约》重申了将在1814-1815年召开的维也纳会议中被正式批准的决定。这些决定包括在德意志建立邦联，将意大利分割为多个独立国家，使波旁王朝重掌西班牙，以及扩大荷兰的领土，使之包括现今的比利时。《休蒙条约》成为了欧洲联盟的奠基石，打造了持续数十年的欧洲权力均衡。其他决定则在《巴黎条约》和《基尔条约》（涉及斯堪的纳维亚问题）中已经涉及。《巴黎条约》中议定应当在维也纳召开一次“大会”，并将邀请“双方一切参与战争的列强”。会议的开幕时间定为1814年7月。

## 参加者

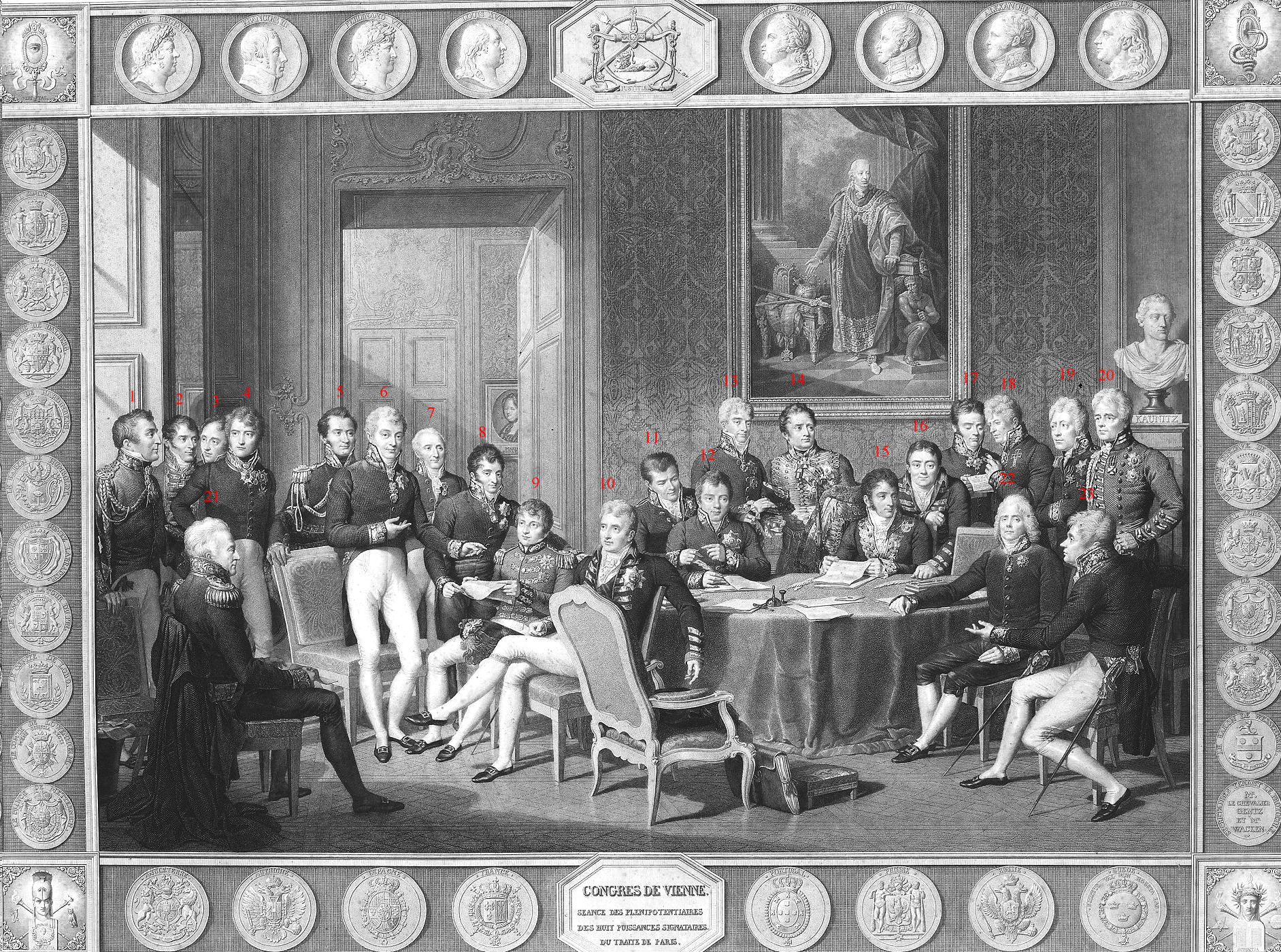
维也纳会议与会代表：
- 阿瑟·韦尔斯利，第一代威灵顿公爵
- 乔吉姆·罗博·席尔维拉，第七代奥里奥拉伯爵
- 安东尼奥·德·萨尔达尼亚·达·伽马，圣港伯爵
- 卡尔·勒文赫尔姆伯爵
- 让·路易·保罗·弗朗索瓦，第五代诺阿耶公爵
- 克莱门斯·文策尔，梅特涅亲王
- 安德烈·杜本
- 卡尔·罗伯特·内塞尔罗德伯爵
- 佩德罗·德·索萨·荷尔斯泰因，第一代帕尔梅拉公爵
- 罗伯特·斯图尔特，卡斯尔雷子爵
- 埃梅里希·约瑟夫，达尔贝格公爵
- 约翰·冯·维森堡男爵
- 安德烈·基里洛维奇·拉祖莫夫斯基亲王
- 查尔斯·斯图尔特，第一代斯图尔特男爵
- 佩德罗·戈麦斯·拉布拉多，拉布拉多侯爵
- 理查德·勒·波尔·特伦奇，第二代克兰卡蒂伯爵
- 法肯（记录员）
- 弗里德里希·冯·根茨（会议秘书）
- 威廉·冯·洪堡男爵
- 威廉·卡思卡特，第一代卡思卡特伯爵
- 卡尔·奥古斯特·冯·哈登贝格亲王
- 夏尔·莫里斯·德塔列朗-佩里戈尔
- 古斯塔夫·恩斯特·冯·史塔克尔堡伯爵

1. 阿瑟·韦尔斯利，第一代威灵顿公爵
2. 乔吉姆·罗博·席尔维拉，第七代奥里奥拉伯爵
3. 安东尼奥·德·萨尔达尼亚·达·伽马，圣港伯爵
4. 卡尔·勒文赫尔姆伯爵
5. 让·路易·保罗·弗朗索瓦，第五代诺阿耶公爵
6. 克莱门斯·文策尔，梅特涅亲王
7. 安德烈·杜本
8. 卡尔·罗伯特·内塞尔罗德伯爵
9. 佩德罗·德·索萨·荷尔斯泰因，第一代帕尔梅拉公爵
10. 罗伯特·斯图尔特，卡斯尔雷子爵
11. 埃梅里希·约瑟夫，达尔贝格公爵
12. 约翰·冯·维森堡男爵
13. 安德烈·基里洛维奇·拉祖莫夫斯基亲王
14. 查尔斯·斯图尔特，第一代斯图尔特男爵
15. 佩德罗·戈麦斯·拉布拉多，拉布拉多侯爵
16. 理查德·勒·波尔·特伦奇，第二代克兰卡蒂伯爵
17. 法肯（记录员）
18. 弗里德里希·冯·根茨（会议秘书）
19. 威廉·冯·洪堡男爵
20. 威廉·卡思卡特，第一代卡思卡特伯爵
21. 卡尔·奥古斯特·冯·哈登贝格亲王
22. 夏尔·莫里斯·德塔列朗-佩里戈尔
23. 古斯塔夫·恩斯特·冯·史塔克尔堡伯爵

### 四大反法同盟成員和波旁法国
四大列强在先前是第六次反法同盟的中坚力量。在拿破仑战败前夕，列强便已在《休蒙条约》（1814年3月）中确定了共同的立场，并在波旁复辟期间与波旁法国订立了《巴黎条约》：
- 奥地利帝国的代表是其外相梅特涅亲王和他的副手约翰·冯·维森堡男爵。由于会议在维也纳召开，日耳曼邦聯主席弗朗茨一世紧密关注会议的进展。
- 英国的代表最先是其外交大臣卡斯尔雷子爵，在1815年2月卡斯尔雷回国之后则更换为威灵顿公爵。在百日王朝期间威灵顿公爵离开前去同拿破仑作战，代表换为克兰卡蒂伯爵。
- 俄罗斯帝国皇帝亚历山大一世是当时欧洲最有权势的君主，他的代表团由外交大臣卡尔·罗伯特·内塞尔罗德伯爵带领。皇帝的主要目标有二，分别是夺取波兰和推动欧洲各国的和平共处。他成功地建立了1815年的神圣同盟，这一同盟名义上是以基督教之爱为基础建立，实际上则是为了抵抗革命和共和主义[5]。
- 普鲁士的代表是总理卡尔·奥古斯特·冯·哈登堡亲王，以及外交官和学者威廉·冯·洪堡。普鲁士国王腓特烈·威廉三世本人也身在维也纳，在幕后进行活动。
- 作为法國正統代言人的波旁王朝由外交大臣塔列朗和全权公使达尔贝格公爵代表。塔列朗先前曾经代表路易十八参加了巴黎条约的议定，但路易十八并不信任他，并私下通过信件同梅特涅进行谈判[6]。

### 1814年巴黎条约的其他签订者
下列国家没有参加休蒙的会议，但参加了《巴黎条约》的商定：
- 西班牙 – 佩德罗·戈麦斯·拉布拉多，拉布拉多侯爵
- 葡萄牙和阿尔加夫王国 – 佩德罗·德·索萨·荷尔斯泰因，帕尔梅拉公爵；安东尼奥·德·萨尔达尼亚·达·伽马，圣港伯爵；乔吉姆·罗博·席尔维拉，奥里奥拉伯爵[7][8]
- 瑞典-挪威 – 卡尔·勒文赫尔姆伯爵

### 其他
- 丹麦 – 外相尼尔斯·罗森克兰茨伯爵[9]。丹麦国王弗雷德里克六世也来到了维也纳。
- 荷兰 – 英国驻荷兰大使克兰卡蒂伯爵[10][11]以及汉斯·冯·加根男爵[12]。
- 瑞士 – 每个州都派出了自己的代表。日内瓦的夏尔·皮克特·德·罗希蒙扮演了十分重要的角色[13]。
- 教宗国 – 埃尔科莱·孔萨尔维主教[14]。
- 热那亚共和国 – 阿戈斯蒂诺·帕累托侯爵，共和国参议员
- 德意志邦國：
  - 巴伐利亚 – 马克西米利安·格拉夫·冯·蒙特格拉斯
  - 符腾堡 – 格奥尔格·恩斯特·莱文·格拉夫·冯·文岑格罗德
  - 汉诺威，是时与英国共主 – 格奥尔格·格拉夫·祖·明斯特。（英国国王乔治三世拒绝承认1806年神圣罗马帝国的解体，继续派人代表汉诺威选帝侯处理不伦瑞克-吕讷堡公国的事务，直至会议结束建立汉诺威王国）
  - 梅克伦堡-什未林 – 利奥波德·冯·普莱森[15]。

几乎所有欧洲国家都派了代表来到维也纳——超过200个国家和王朝的代表出席了会议。此外，市镇、集团、宗教团体（例如修道院）和利益团体（例如德国出版商代表希望建立版权法和实行出版自由）也派了代表参会。会议以奢华的娱乐而闻名，因此有人说大会并没有在行动，而是在舞蹈。

## 與會國的目標
俄羅斯帝國皇帝亞歷山大一世目標在維也納會議取得最大利益，他決心奪取波蘭，進軍西歐，像拿破崙那樣，成為歐洲的新霸主。英國則決心阻止任何一國，不論是法國抑或俄國在歐陸建立霸權，並著力保持海上霸權、取得海外殖民地及海外航運利益。與此同時，奧地利不欲俄干預中歐事務，故反對亞歷山大一世對波蘭的領土要求，並因要應付普魯士希望提升在德意志地區的領導地位的野心，亦須著手鞏固在德意志的盟主地位。
除了利益衝突外，在對革命的態度上各列強亦有分岐，奧地利、俄罗斯、普魯士三國決心壓抑民族主義及自由主義的發展，但英國卻無意讓上述三強借干預他國之革命來擴張勢力。而法國的塔列朗則在會議中希望借列強之利益矛盾及對革命見解之不同，從中維護法國在歐洲的地位，以免列強一致對法國的懲罰。

## 决议和領土劃分
决议由奥地利、法国、葡萄牙、普鲁士、俄罗斯、瑞典-挪威和英国的代表签署生效，但西班牙没有签署，其餘國家在1817年宣布通过了决议。
维也纳会议的决议代表了所有签订的条约，于1815年6月9日（滑铁卢战役前几天）签署，其主要内容包括：

### 德意志部份
- 德意志整體：舊神圣罗马帝国的360个侯国建立由38个成员国组成的德意志邦联，主席为奥地利皇帝。奥地利和普鲁士领土只有一部分在邦联之内。
- 德意志整體：莱茵河和多瑙河在内的许多河流得到开放。
- 奧地利帝國：奧地利获得蒂罗尔和萨尔茨堡、前伊利里亚省领土、捷尔诺波尔地区（从俄罗斯）、意大利的伦巴第-威尼西亚和达尔马提亚的拉古萨。之前南德的奥地利领土仍属符腾堡和巴登，并且南尼德兰也没有回归。
- 普鲁士王國：获得萨克森40%的领土、华沙公国的部分（波森/波兹南大公国）、但泽以及莱茵兰/威斯特法伦，但是由於《提爾西特條約》而損失的東部領土沒有歸還而是併入了俄羅斯。
- 德意志小國：巴伐利亚、符腾堡、巴登、黑森-达姆施塔特和拿骚在1801至1806年德意志调解中获得的领土大多数都得到承认。巴伐利亚同时还获得莱茵-普法尔茨以及拿破仑时代的维尔茨堡公国和法兰克福大公国领土。黑森-达姆施塔特将威斯特法伦公国领土让给普鲁士，但获得莱茵-黑森及其首都美因茨。
- 瑞士：瑞士将获中立保证。

### 義大利部份
- 北意大利：哈布斯堡王朝重新掌控托斯卡纳大公国和摩德纳公国。
- 北意大利：萨丁尼亚国王重新控制皮埃蒙特、尼斯和萨伏伊，并获取热那亚（热那亚共和国的重建就此完结）。
- 北意大利：拿破仑之妻玛丽·路易莎获得帕尔马、皮亚琴察和瓜斯塔拉公国领地。
- 北意大利：波旁-帕尔马王朝建立卢卡公国，并且在玛丽·路易莎过世后对帕尔马有继承权。
- 中意大利：教宗国重归教宗控制并恢复先前领土范围，但阿维尼翁和孔塔-弗内森则归法国。
- 南意大利：在若阿尚·缪拉统治的那不勒斯王国于百日王朝支持拿破仑并发动那不勒斯战争攻击奥地利之后，王国归属于波旁王朝的西西里国王费迪南多四世。

### 波蘭部份
- 俄罗斯帝国：俄羅斯帝國获得华沙公国（波兰）的大部分，并得以保有芬兰（1809年从瑞典吞并，保有至1917年）。

### 低地部份
- 荷兰王国：和南尼德兰（约今比利时）合并为一个君主立宪制国家荷兰联合王国。
- 卢森堡：因為荷蘭奧蘭治-拿騷王朝的拿骚领地已归普鲁士，作为补偿，卢森堡在荷蘭國王之下與荷兰联合王国建立共主邦联，並被提升為大公國，卢森堡加入德意志邦联[18]。

### 北歐部份
- 瑞典王國：瑞典属波美拉尼亚在一年前被割让给丹麦以交换挪威，如今被割让给普鲁士。法国重获瓜德罗普，对此将每年对瑞典国王进行补偿。
- 丹麥王國：汉诺威将劳恩堡公国割让给丹麦，但获得此前明斯特主教区的领土和普鲁士属的东弗里西亚，并成为王国。

### 海外部份
- 英国；大英帝國奠定了对南部非洲开普殖民地、多巴哥、锡兰和一些非洲和亚洲殖民地的控制权。其他殖民地，诸如荷属东印度和马提尼克则物归原主。
- 貿易：奴隶贸易受到谴责。

## 神圣同盟
神圣同盟并非维也纳会议的直接内容，但与维也纳会议相连。它是亚历山大一世的产物，在这个同盟中多个欧洲君主同意维持基督教原则。虽然大多数会议上的政客嘲笑这个同盟，所有欧洲君主还是同意它。没有参加这个同盟的有教宗庇护七世，他不肯与这么多新教徒参加这样一个同盟，奥斯曼帝国苏丹马哈茂德二世，他对基督教原则不感兴趣，和英国国王乔治四世，他只有在议会同意的情况下才能参加这样一个同盟（但他以汉诺威国王的身份参加了这个同盟）。后来神圣同盟与欧洲的保守势力，尤其是梅特涅的政策，连到了一起。
参加会议的国家还决定按会议决议第六款定期举行会议：
为了保证目前条约的执行、巩固各国之间的联系，以及维持目前四位君主之间的密切友好关系我们决定定期举行会议……以达到维持各国富强和维持欧洲和平的目的。
这一条导致了一个歐洲協調会议系统的建立和后来许多会议的召开。其中最主要的會議有四個，分別為1818年的亞琛會議、1820年的特拉波會議、1821年的萊巴赫會議以及1822年的維羅納會議。

## 批评和贊同
维也纳会议经常受到學者的批评。它壓制了民族主义和自由主义的趋势，低估了資產階級和工人階級對政治和社會保障的要求，間接促成日後歐洲的革命浪潮；並且犧牲許多小國利益以保持大國的勢力均勢及恢復歐洲舊有秩序，而所謂的歐洲協調合作常規架構目的也只是在欧洲大陆建立一个顽固的保守反动系统。维也纳会议成为了通过压制法国大革命所提出的自由主义和民权来换取和平和稳定的保守系统。
但也有歐洲的历史学家赞成会议中所取得的成就，如對戰敗國的處理手法較寬容（只把法國恢復大革命前的狀態，被法國侵占的西班牙帝國、普魯士王國和奧地利帝國沒有要求法國割讓領土）、建立歐洲協調的合作常規架構、廢除奴隸買賣、開放國際河流皆對重建和平及歐洲社會之進步有所貢獻，並成為現代歐洲聯盟的模範。他们认为这个会议的决定使得近一百年（从1815年到1914年）中没有发生席卷整个欧洲的大規模战争。在这些历史学家中也包括亨利·季辛吉，他的博士论文的内容就是维也纳会议。

## 外部連結
- Animated map Europe and nations, 1815–1914 （页面存档备份，存于）
- Final Act of the Congress of Vienna
- Map of Europe in 1815 （页面存档备份，存于）
- Congress of Vienna (1814–1815) Search Results at Internet Archive

48°12′31″N 16°21′50″E / 48.2085°N 16.3638°E